# Psaliodes pallida
Psaliodes pallida là một loài bướm đêm trong họ Geometridae.